# Пам'ятки культурної спадщини Бережанської громади
У статті наведений перелік об'єктів культурної спадщини Бережанської громади Тернопільського району Тернопільської области України.

## Пам'ятки археології
| №  | Назва                                   | Дата | Адреса | Охоронний номер | Документ про взяття на облік                                                                                                   |
| -- | --------------------------------------- | --- | --- | --------------- | --- |
| 1  | Поселення Баранівка І                   | черняхівська культура (кін. ІІ- поч. V ст. н. е.); давньоруська культура | с. Баранівка, східні околиці села, лівий берег р. Ценюв | 1812            | Наказ управління культури обласної державної адміністрації від 09.02.2012 № 14                                                 |
| 2  | Стоянка Бережани IV                     | пізній палеоліт (40-10 тис. років тому); рання залізна доба (І тис. до н. е.) | м. Бережани, на березі ставку в урочищі Глиніще на лівому березі р. Золота Липа, 0,4 км на схід від міста                                                                                                   | 1922            | Наказ управління культури обласної державної адміністрації від 18.10.2005 № 112                                                |
| 3  | Стоянка Бережани V                      | середній палеоліт (150-40 тис. років тому); пізній палеоліт (40-10 тис. років тому) | м. Бережани, на вершині високого берегового схилу правого берега р. Золота Липа, урочище Гора Сторожисько на північних околицях села, 800 м від міста                                                       | 1216            | Рішення виконкому Тернопільської обласної ради від 14.07.1989 № 162                                                            |
| 4  | Стоянка Бережани VI                     | середній палеоліт (150-40 тис. років тому); пізній палеоліт (40-10 тис. років тому) | с. Посухів, стоянка в урочищі Гора Лисоня (кар’єр) на лівому березі р. Золота Липа на відстані 3 км на південний схід від околиць міста                                                                     | 1919            | Розпорядження Представника Президента України у Тернопільській області від 25.06.1992 № 148                                    |
| 5  | Стоянка Бережани VII                    | пізній палеоліт (40-10 тис. років тому); енеоліт | м. Бережани, північно-західні околиці, на схід від місцевої птахоферми, поблизу струмків, на правому березі р. Золота Липа (біля ставу), при в’їзді в місто зі сторони села Нараїв                          | 1286-Тр         | Наказ Міністерства культури України від 18.04.2017 № 326, Рішення виконкому Тернопільської обласної ради від 05.12.1986 № 343, |
| 6  | Стоянка Бережани VIII                   | пізній палеоліт (40-10 тис. років тому) | м. Бережани, 2 км на схід від міста, на схилі балки, на березі Бережанського озера, на лівому березі р. Золотой Липи, частково на території садиби                                                          | 1921            | Наказ управління культури обласної державної адміністрації від 18.10.2005 № 112                                                |
| 7  | Поселення Бережани Х                    | комарівсько-тшинецька культура (XVI – XII ст. до н. е.); давньоруський час (ХІІ – ХІІІ ст.) | м. Бережани, 1 км на північ від міста, лівий берег р. Золота Липа | 1570            | Наказ управління культури обласної державної адміністрації від 27.01.2010 № 16                                                 |
| 8  | Поселення Бережани ХІ                   | комарівсько-тшинецька культура (XVI – XII ст. до н. е.); черняхівська культура (кін. ІІ- поч. V ст. н. е.) | м. Бережани, 1 км на південний схід від міста, верхня частина мисового підвищення лівого берега р. Золота Липа                                                                                              | 1571            | Наказ управління культури обласної державної адміністрації від 27.01.2010 № 16                                                 |
| 9  | Поселення Бережани ХІІ                  | голіградська культура (ХІ – VIII ст. до н. е.) | м. Бережани, 300 м на південь від південних окраїн міста, праворуч автодороги Бережани – Потутори, лівий берег р. Золота Липа                                                                               | 1572            | Наказ управління культури обласної державної адміністрації від 27.01.2010 № 16                                                 |
| 10 | Городище Біще І                         | райковецька культура (VII – IX ст. ); давньоруський час (ХІІ – ХІІІ ст.) | с. Біще, центр села, урочище «Замок»/урочище «Гора Вали»(?), правий берег р. Золота Липа. | 1744            | Наказ управління культури обласної державної адміністрації від 27.01.2010 № 16                                                 |
| 11 | Поселення Біще ІІ                       | слов'янська культура; давньоруський час (ХІІ – ХІІІ ст.) | с. Біще, південно-східні околиці села, правий берег р. Золота Липа | 1567            | Наказ управління культури обласної державної адміністрації від 27.01.2010 № 16                                                 |
| 12 | Стоянка Гиновичі І                      | пізній палеоліт (40-10 тис. років тому), висоцька культура (ХІІ – ІХ ст. до н.е.) | с. Гиновичі, 2,50 км на південь від села, лівий високий берег р. Золота Липа | 1620            | Наказ управління культури обласної державної адміністрації від 27.01.2010 № 16                                                 |
| 13 | Стоянка Гиновичі ІІ                     | пізній палеоліт (40-10 тис. років тому) | с. Гиновичі, 250-300 м на південь від села, на високому лівому березі річки Золота Липа | 1621-Тр         | Наказ Міністерства культури України від 28.01.2014 № 42                                                                        |
| 14 | Стоянка, поселення Гиновичі ІІІ         | пізній палеоліт (40-10 тис. років тому), епоха бронзи-рання залізна доба (І тис. до н. е.) | с. Гиновичі, 2,5 км на південь від села, лівий високий берег р. Золота Липа, урочище Надставчина або Під берегами                                                                                           | 1622            | Наказ управління культури обласної державної адміністрації від 27.01.2010 № 16                                                 |
| 15 | Поселення Жуків І                       | IV тис. до н.е., друга половина ІІІ тис. до н.е.,XVI – XIV ст. до н.е., висоцька культура (ХІІ – ІХ ст. до н.е.) | с. Гиновичі, на північно-східних околицях села, урочище Скрилів | 1287-Тр         | Наказ Міністерства культури України від 15.09.2010 № 706/0/16-10                                                               |
| 16 | Поселення Жуків ІІ                      | рання залізна доба (І тис. до н. е.), висоцька культура (ХІІІ – ІХ ст. до н.е.) | с. Жуків, урочище Лісок, біля підніжжя гори Хім, 1-1,2 км на північ від села на правому березі р. Золота Липа, на пологому схилі                                                                            | 1288-Тр         | Наказ Міністерства культури України від 15.09.2010 № 706/0/16-10                                                               |
| 17 | Могильник і стоянка Жуків ІІІ           | пізній палеоліт (40-10 тис. років тому); висоцька культура (ХІ-VI ст. до н. е.) | с. Гиновичі, урочище “Гук”, південно-східні околиці села, лівий берег р. Золота Липа, на краю високого плато, що піднимається на 100-200 м над долиною річки. Більша частина гори під лісом, решта - городи | 1925            | Наказ управління культури обласної державної адміністрації від 18.10.2005 № 112                                                |
| 18 | Поселення Жуків IV                      | рання залізна доба (І тис. до н. е.), висоцька культура (ХІІ – Х ст. до н.е.) | с. Підлісне, на південний схід від села, урочище Гора Дубрівка, 1, 5 км на захід від с. Жуків. Мисоподібне плато утворене двома струмками що впадають в р. Золота Липа                                      | 1289-Тр         | Наказ Міністерства культури України від 15.09.2010 № 706/0/16-10                                                               |
| 19 | Курганна група (13 курганів) Жуків V    | культура невизначена | с. Жуків, південно-східні околиці села, біля поселення Жуків ІІІ на відстані 50-150 м., урочище Гук на високому плато                                                                                       | 1335            | Наказ управління культури обласної державної адміністрації від 27.01.2010 № 16                                                 |
| 20 | Поселення Жуків VI                      | трипільська культура; ранній період епохи бронзи (IV – III тис. до н. е.); комарівсько-тшинецька культура (XVI – XII ст. до н. е.); культура ноа; ранній залізний час (І тис. до н. е.); латенський час; лука-райковецька культура (VII – IX ст. ) | с. Жуків, високий правий берег р. Золота Липа, урочище „За Волійниковим ровом”, 150-200 м від церкви. На високому правому березі р. Золота Липа. Займав майже всю вершину мисоподібного пагорба             | 1611            | Наказ управління культури обласної державної адміністрації від 27.01.2010 № 16                                                 |
| 21 | Стоянка Жуків VII                       | пізній палеоліт (40-10 тис. років тому) | с. Жуків, 800 м на північ від церкви, на вершині вододільного плато, на відстані 50-60 м від опори ЛЕП | 1612            | Наказ управління культури обласної державної адміністрації від 27.01.2010 № 16                                                 |
| 22 | Крем’яна майстерня Жуків VIII           | ранній період епохи бронзи (IV – III тис. до н. е.) | с. Жуків, високий правий берег р. Золота Липа, урочище Лісок, 170-200 м на північний захід від водопанірної вежі.                                                                                           | 1613            | Наказ управління культури обласної державної адміністрації від 27.01.2010 № 16                                                 |
| 23 | Стоянка Жуків Х                         | пізній палеоліт (40-10 тис. років тому) | с. Жуків, східні околиці села, 300 м на схід від консервного заводу, урочище Дуброва, на вершині вододільного відрогу                                                                                       | 1615            | Наказ управління культури обласної державної адміністрації від 27.01.2010 № 16                                                 |
| 24 | Поселення Жуків ХІІ                     | ранній період епохи бронзи (IV – III тис. до н. е.) | с. Жуків, південні околиці села, урочище Коло Українців, привершинна частина пагорба, по обідва боки автошосе на м. Бережани                                                                                | 1617            | Наказ управління культури обласної державної адміністрації від 27.01.2010 № 16                                                 |
| 25 | Стоянка Жуків ХІІІ                      | пізній палеоліт (40-10 тис. років тому) | с. Жуків, східні околиці села, в районі закинутого кар'єру, лівий берег р. Золота Липа | 1618            | Наказ управління культури обласної державної адміністрації від 27.01.2010 № 16                                                 |
| 26 | Курганна група Жуків XIV (2 кургани)    | культура невизначена | с. Жуків, 1,5 км на схід від села, урочище За Грабечком | 1619            | Наказ управління культури обласної державної адміністрації від 27.01.2010 № 16                                                 |
| 27 | Поселення Залужжя І                     | рання залізна доба (І тис. до н. е.) | с. Залужжя, західні околиці села, між двома ярами | 2320            | Розпорядження Представника Президента України у Тернопільській області від 25.06.1992 № 148                                    |
| 28 | Курганна група (5 курганів) Лісники І   | епоха бронзи – рання залізна доба(І тис. до н. е.) | с. Лісники, 1,5 км на північний схід від кафе при дорозі Стрий-Тернопіль, 2,25 км на північний захід від військового цвинтаря І світової війни                                                              | 1594            | Наказ управління культури обласної державної адміністрації від 27.01.2010 № 16                                                 |
| 29 | Курганна група (2 кургани) Лісники ІІ   | епоха бронзи – ранній залізний час (І тис. до н. е.) | с. Лісники, межиріччя р. Нараївка та р. Золота Липа, 350 м на північний схід від поселення Лісники І | 1595            | Наказ управління культури обласної державної адміністрації від 27.01.2010 № 16                                                 |
| 30 | Курганна група (9 курганів) Лісники ІІІ | епоха бронзи – ранній залізний час (І тис. до н. е.) | с. Лісники, межиріччя р. Нараївка та р. Золота Липа, 400 м на північний схід від поселення Лісники ІІ | 2090            | Наказ управління культури обласної державної адміністрації від 18.09.2018 № 120-од                                             |
| 31 | Курганна група (2 кургани) Лісники IV   | епоха бронзи – ранній залізний час (І тис. до н. е.) | с. Лісники, межиріччя р. Нараївка та р. Золота Липа, за 3 км на захід від північно-західної околиці с. Лісники і за 1,5 км на північний схід від західної околиці с. Павлів, вздовж західного схилу пагорба | 2091            | Наказ управління культури обласної державної адміністрації від 18.09.2018 № 120-од                                             |
| 32 | Поселення Надрічне І                    | епоха бронзи – рання залізна доба (І тис. до н. е.) | с. Надрічне, південно-західні околиці села, урочище Дворисько | 1628            | Наказ управління культури обласної державної адміністрації від 27.01.2010 № 16                                                 |
| 33 | Поселення Надрічне ІІ                   | епоха бронзи – рання залізна доба (І тис. до н. е.) | с. Надрічне, північна частина села, 130 м на схід від автодороги Бережани - Поморяни | 1629            | Наказ управління культури обласної державної адміністрації від 27.01.2010 № 16                                                 |
| 34 | Поселення Підлісне І                    | палеоліт; трипільська культура (VI – ІІІ тис. до н. е.); епоха бронзи; рання залізна доба (І тис. до н. е.); пшеворська культура (І – ІІІ ст.); ранньослов’янський час                                                                             | с. Підлісне, 250 м на південь від сільської церкви, на високому правому березі р. Золота Липа, урочище Підлужжя, Провал, За Провалом і Стінка                                                               | 1624            | Наказ управління культури обласної державної адміністрації від 27.01.2010 № 16                                                 |
| 35 | Курганна група (7 курганів) Підлісне ІІ | енеоліт – епоха бронзи | с. Підлісне, урочище Могилки або Татарська могила | 1625            | Наказ управління культури обласної державної адміністрації від 27.01.2010 № 16                                                 |
| 36 | Стоянка Підлісне IV                     | пізній палеоліт (40-10 тис. років тому) | с. Підлісне, 800 м на захід від церкви, урочище Заланє | 1627            | Наказ управління культури обласної державної адміністрації від 27.01.2010 № 16                                                 |
| 37 | Поселення Пліхів І                      | висоцька культура (ХІІ – Х ст. до н.е.); черняхівська культура (кін. ІІ- поч. V ст. н. е.) | с. Пліхів, північні околиці села, правий берег р. Золота Липа | 1710            | Наказ управління культури обласної державної адміністрації від 27.01.2010 № 16                                                 |
| 38 | Стоянка Поручин І                       | пізній палеоліт (40-10 тис. років тому) | с. Поручин, південно-східні околиці села, в кар'єрі для добування вапняку, лівий берег р. Золота Липа | 1290-Тр         | Наказ Міністерства культури України від 15.09.2010 № 706/0/16-10                                                               |
| 39 | Поселення Поручин ІІ                    | комарівсько-тшинецька культура (XVI – XII ст. до н. е.) | с. Поручин, південно-західні околиці села, лівий берег р. Золота Липа | 1566            | Наказ управління культури обласної державної адміністрації від 27.01.2010 № 16                                                 |
| 40 | Поселення Посухів І                     | рання залізна доба (І тис. до н. е.) | с. Посухів, 300 м на захід від г. Лисоня, пологі схили правого борту пересохлої балки | 1523            | Наказ управління культури обласної державної адміністрації від 27.01.2010 № 16                                                 |
| 41 | Поселення Посухів ІІ                    | рання залізна доба (І тис. до н. е.) | с. Посухів, 700 м на південний захід від г. Лисоня, круті схили лівого борту пересохлої балки | 1524            | Наказ управління культури обласної державної адміністрації від 27.01.2010 № 16                                                 |
| 42 | Поселення Потутори І                    | бронза-рання залізна доба (ІІ – І тис. до н.е.) | с. Потутори, південні околиці села, територія колгоспного двору, мис між правим берегом річки Ценів і лівого берега річки Золота Липа                                                                       | 1245-Тр         | Наказ Міністерства культури України від 05.07.2011 № 511/0/16-11                                                               |
| 43 | Поселення Потутори ІІ                   | голіградська культура (ХІ – VIII ст. до н. е.); давньоруський час (ХІІ – ХІІІ ст.) | с. Потутори, 700 м на південь від поселення Потутори І, справа від автодороги Бережани - Потутори | 1573            | Наказ управління культури обласної державної адміністрації від 27.01.2010 № 16                                                 |
| 44 | Поселення Потутори ІІІ                  | культура Ґава-Голігради (ІІІ – І тис. до н. е.); давньоруський час (ХІІ – ХІІІ ст.) | с. Потутори, північно-західна частина села, нижня частина схилу при впадінні безіменного струмка в р. Золота Липа                                                                                           | 1687            | Наказ управління культури обласної державної адміністрації від 27.01.2010 № 16                                                 |
| 45 | Поселення Потутори IV                   | черняхівська культура (кін. ІІ- поч. V ст. н. е.); празько-корчацька культура (V – VII ст.). | с. Потутори, 3 км на південь від м. Бережани, 1 км на північ від с. Потутори, праворуч дороги Бережани - Потутори                                                                                           | 1688            | Наказ управління культури обласної державної адміністрації від 27.01.2010 № 16                                                 |
| 46 | Городище Урмань І                       | давньоруський час (ХІІ – ХІІІ ст.) | с. Урмань, правий берег ставка (р. Золота Липа) (на городищі розташований могильник з підплитовими похованнями), за 800 м на південь від західної частини села. На території городища розташована садиба    | 1931            | Рішення виконкому Тернопільської обласної ради від 14.07.1989 № 162                                                            |
| 47 | Поселення Урмань ІІ                     | давньоруський час (ХІІ – ХІІІ ст.) | с. Урмань, 150 м на південний захід від городища Урмань І, лагідні схили правого берега р. Золота Липа, урощище Церквиська                                                                                  | 1746            | Наказ управління культури обласної державної адміністрації від 27.01.2010 № 16                                                 |
| 48 | Городище Урмань ІІІ                     | райковецька культура (ІХ-Х ст.) | с. Урмань, правий берег р. Східна Золота Липа, урочище «Окопи» | 1747            | Наказ управління культури обласної державної адміністрації від 27.01.2010 № 16                                                 |
| 49 | Поселення Урмань IV                     | епоха бронзи - рання залізна доба (XV – V ст. до н.е.) давньоруський час (ХІІ-ХІІІ ст.) | с. Урмань, північні околиці села на лівому березі ставу. | 1875            | Наказ управління культури обласної державної адміністрації від 26.06.2012№ 97                                                  |

## Пам'ятки архітектури
| №   | Назва                                              | Дата             | Адреса                                            | Охоронний номер | Документ про взяття на облік                                         |
| --- | -------------------------------------------------- | ---------------- | ------------------------------------------------- | --------------- | -------------------------------------------------------------------- |
| 1.  | Залізничний вокзал                                 | 1899 р.          | м Бережани вул. Привокзальна                      | 2149            | розпорядження голови ОДА від 22.07.1996 р. № 295                     |
| 2.  | Житловий будинок (мур.)                            | 1910 р.          | м. Бережани вул. Академічна, 1                    | 76              | рішення Тернопільського облвиконкому від 05.12.1986 р. № 343         |
| 3.  | Житловий будинок (мур.)                            | початок ХХ ст.   | м. Бережани вул. Академічна, 14                   | 77              | рішення Тернопільського облвиконкому від 05.12.1986 р. № 343         |
| 4.  | Споруда крайового суду (мур.)                      | 1912 р.          | м. Бережани вул. Академічна, 20                   | 21              | рішення Тернопільського облвиконкому від 09.08.1982 р. № 401         |
| 5.  | Споруда Польського товариства                      | початок ХХ ст.   | м. Бережани вул. Бандери, 2                       | 29              | рішення Тернопільського облвиконкому від 05.12.1986 р. № 343         |
| 6.  | Магістрат (мур.)                                   | середина ХІХ ст. | м. Бережани вул. Банкова, 4-а                     | 91-Тр           | рішення Тернопільського облвиконкому від 05.12.1986 р. № 343         |
| 7.  | Банк (мур.)                                        | 1910 р.          | м. Бережани вул. Банкова, 6                       | 17              | рішення Тернопільського облвиконкому від 09.08.1982 р. № 401         |
| 8.  | Українська бурса (мур.)                            | ХІХ ст.          | м. Бережани вул. Братів Лепких, 19                | 24              | рішення Тернопільського облвиконкому від 09.08.1982 р. № 401         |
| 9.  | Житловий будинок (мур.)                            | початок ХХ ст.   | м. Бережани вул. Братів Лепких, 4                 | 80              | рішення Тернопільського облвиконкому від 05.12.1986р. № 343          |
| 10. | Житловий будинок (мур.)                            | ХІХ ст.          | м. Бережани вул. Братів Лепких, 5                 | 25              | рішення Тернопільського облвиконкому від 09.08.1982 р. № 401         |
| 11. | Українська селянська бурса (мур.)                  | ХІХ ст.          | м. Бережани вул. Братів Лепких, 6                 | 23              | рішення Тернопільського облвиконкому від 09.08.1982 р. № 401         |
| 12. | Синагога (мур.)                                    | 1 718 р.         | м. Бережани вул. Валова                           | 1824            | розпорядження Представника Президента України від 22.02.1993 р. № 58 |
| 13. | Житловий будинок (мур.)                            | 1910 р.          | м. Бережани вул. Валова,11                        | 27              | рішення Тернопільського облвиконкому від 09.08.1982 р. № 401         |
| 14. | Житловий будинок (мур.)                            | початок ХХ ст.   | м. Бережани вул. Вірменська,1                     | 81              | рішення Тернопільського облвиконкому від 05.12.1986 р. № 343         |
| 15. | Житловий будинок (мур.)                            | початок ХІХ ст.  | м. Бережани вул. Вірменська, 2                    | 18              | рішення Тернопільського облвиконкому від 05.12.1986 р. № 343         |
| 16. | Житловий будинок (мур.)                            | початок ХІХ ст.  | м. Бережани вул. Вірменська, 4                    | 19-Тр           | рішення Тернопільського облвиконкому від 05.12.1986 р. № 343         |
| 17. | Комплекс Вірменського костелу (мур.)               | 1764 р.          | м. Бережани вул. Вірменська, 6                    | 82/0-Тр         | рішення Тернопільського облвиконкому від 05.12.1986 р. № 343         |
| 18. | Вірменський костел (мур.)                          | 1764 р.          | м. Бережани вул. Вірменська, 6                    | 82/1-Тр         | рішення Тернопільського облвиконкому від 05.12.1986 р. № 343         |
| 19. | Дзвіниця костелу (мур.)                            | 1764 р.          | м. Бережани вул. Вірменська, 6                    | 82/2-Тр         | рішення Тернопільського облвиконкому від 05.12.1986 р. № 343         |
| 20. | Житловий будинок (мур.)                            | 1893 р.          | м. Бережани вул. Вірменська, 7                    | 83              | рішення Тернопільського облвиконкому від 05.12.1986 р. № 343         |
| 21. | Житловий будинок(мур.)                             | початок ХХ ст.   | м. Бережани вул. Вірменська, 8                    | 84              | рішення Тернопільського облвиконкому від 05.12.1986 р. № 343         |
| 22. | Гімназія (мур.)                                    | 1914 р.          | м. Бережани вул. Гімназійна, 2                    | 20              | рішення Тернопільського облвиконкому від 09.08.1982 р. № 401         |
| 23. | Замок (мур.)                                       | 1554 р.          | м. Бережани вул. І.Франка                         | 641/1           | постанова Ради Міністрів УРСР від 24.08.1963 р. № 970                |
| 24. | Троїцький замковий костел-усипальниця (мур.)       | 1554 р.          | м. Бережани вул. І.Франка                         | 641/2           | постанова Ради Міністрів УРСР від 24.08.1963 р. № 970                |
| 25  | Житловий будинок (мур.)                            | початок ХХ ст.   | м. Бережани вул. Кармелюка, 10                    | 26/3            | рішення Тернопільського облвиконкому від 09.08.1982 р. № 401         |
| 26  | Житловий будинок (мур.)                            | ХІХ ст.          | м. Бережани вул. Кармелюка, 6                     | 26/1            | рішення Тернопільського облвиконкому від 09.08.1982 р. № 401         |
| 27  | Комплекс житлових будинків (мур.)                  | ХІХ ст.          | м. Бережани вул. Кармелюка, 6, 8, 10              | 26/0            | рішення Тернопільського облвиконкому від 09.08.1982 р. № 401         |
| 28  | Житловий будинок (мур.)                            | ХІХ ст.          | м. Бережани вул. Кармелюка, 8                     | 26/2            | рішення Тернопільського облвиконкому від 09.08.1982 р. № 401         |
| 29. | Миколаївський костел монастиря Бернардинів (мур.)  | 1630-1683 рр.    | м. Бережани вул. Костельна, 1                     | 643/1           | постанова Ради Міністрів УРСР від 24.08.1963 р. № 970                |
| 30. | Келії монастиря Бернардинів (мур.)                 | 1716-1742 рр.    | м. Бережани вул. Костельна, 1                     | 643/2           | постанова Ради Міністрів УРСР від 24.08.1963 р. № 970                |
| 31  | Костел Різдва Діви Марії (мур.)                    | 1600 р.          | м. Бережани вул. Лепких, 1                        | 642/1           | постанова Ради Міністрів УРСР від 24.08.1963 р. № 970                |
| 32  | Дзвіниця костелу Різдва Діви Марії (мур.)          | 1741 р.          | м. Бережани вул. Лепких, 1                        | 642/2           | постанова Ради Міністрів УРСР від 24.08.1963 р. № 970                |
| 33  | Народний театр (мур.)                              | початок ХХ ст.   | м. Бережани вул. Міцкевича, 4                     | 22              | рішення Тернопільського облвиконкому від 09.08.1982 р. № 401         |
| 34  | Пошта (мур.)                                       | початок ХХ ст.   | м. Бережани вул. С. Бандери, 1                    | 28              | рішення Тернопільського облвиконкому від 09.08.1982 р. № 401         |
| 35. | Житловий будинок (мур.)                            | ХІХ ст.          | м. Бережани вул. С. Бандери, 14                   | 88              | рішення Терн. ОВК від 05.12.1986р. № 343                             |
| 36. | Житловий будинок (мур.)                            | ХІХ ст.          | м. Бережани вул. С. Бандери, 19                   | 89              | рішення Тернопільського облвиконкому від 05.12.1986р. № 343          |
| 37  | Житловий будинок (мур.)                            | 1901 р.          | м. Бережани вул. С. Бандери, 6                    | 87              | рішення Тернопільського облвиконкому від 05.12.1986р. № 343          |
| 38  | Школа (мур.)                                       | початок ХХ ст.   | м. Бережани вул. Тернопільська, 1                 | 85              | рішення Тернопільського облвиконкому від 09.08.1982 р. № 401         |
| 39  | Житловий будинок (мур.)                            | початок ХХ ст.   | м. Бережани вул. Шевченка, 26                     | 1732            | рішення Тернопільського облвиконкому від 31.03.1992 р. № 30          |
| 40  | Миколаївська церква (дер.)                         | 1691 р.          | м. Бережани вул. Шевченка, 62                     | 640             | постанова Ради Міністрів УРСР від 24.08.1963 р. № 970                |
| 41. | Житловий будинок(мур.)                             | середина ХІХ ст. | м. Бережани вул. Шевченка,7                       | 79              | рішення Тернопільського облвиконкому від 05.12.1986 р. № 343         |
| 42. | Житловий будинок (мур.)                            | середина ХІХ ст. | м. Бережани вул. Шевченка, 1                      | 78-Тр           | рішення Тернопільського облвиконкому від 05.12.1986 р. № 343         |
| 43  | Житловий будинок (мур.)                            | XVIII-XIX ст.    | м. Бережани пл. Ринок, 10                         | 98              | рішення Тернопільського облвиконкому від 05.12.1986 р. № 343         |
| 44  | Житловий будинок (мур.)                            | XVIII-XIX ст.    | м. Бережани пл. Ринок, 11                         | 99              | рішення Тернопільського облвиконкому від 05.12.1986 р. № 343         |
| 45  | Житловий будинок (мур.)                            | кінець XVIII ст. | м. Бережани пл. Ринок, 13                         | 100             | рішення Тернопільського облвиконкому від 05.12.1986 р. № 343         |
| 46  | Житловий будинок (мур.)                            | кінець ХІХ ст.   | м. Бережани пл. Ринок, 14                         | 101             | рішення Тернопільського облвиконкому від 05.12.1986 р. № 343         |
| 47. | Житловий будинок (мур.)                            | кінець ХІХ ст.   | м. Бережани пл. Ринок, 16                         | 102             | рішення Тернопільського облвиконкому від 05.12.1986 р. № 343         |
| 48. | Житловий будинок (мур.)                            | середина ХІХ ст. | м. Бережани пл. Ринок, 17                         | 103             | рішення Тернопільського облвиконкому від 05.12.1986 р. № 343         |
| 49  | Житловий будинок (мур.)                            | кінець ХІХ ст.   | м. Бережани пл. Ринок, 18                         | 104             | рішення Тернопільського облвиконкому від 05.12.1986 р. № 343         |
| 50  | Житловий будинок (мур.)                            | кінець XVIII ст. | м. Бережани пл. Ринок, 19                         | 105             | рішення Тернопільського облвиконкому від 05.12.1986 р. № 343         |
| 51  | Житловий будинок (мур.)                            | XVIII ст.        | м. Бережани пл. Ринок, 20                         | 106             | рішення Тернопільського облвиконкому від 05.12.1986 р. № 343         |
| 52  | Житловий будинок (мур.)                            | 1877 р.          | м. Бережани пл. Ринок, 21                         | 107             | рішення Тернопільського облвиконкому від 05.12.1986 р. № 343         |
| 53  | Житловий будинок (мур.)                            | початок ХІХ ст.  | м. Бережани пл. Ринок, 22                         | 108             | рішення Тернопільського облвиконкому від 05.12.1986 р. № 343         |
| 54  | Житловий будинок (мур.)                            | кінець ХІХ ст.   | м. Бережани пл. Ринок, 23                         | 109             | рішення Тернопільського облвиконкому від 05.12.1986 р. № 343         |
| 55  | Житловий будинок (мур.)                            | початок ХІХ ст.  | м. Бережани пл. Ринок, 25                         | 110             | рішення Тернопільського облвиконкому від 05.12.1986 р. № 343         |
| 56  | Житловий будинок (мур.)                            | початок ХХ ст.   | м. Бережани пл. Ринок, 4                          | 93              | рішення Тернопільського облвиконкому від 05.12.1986 р. № 343         |
| 57  | Житловий будинок (мур.)                            | XVIII-ХХ ст.     | м. Бережани пл. Ринок, 6                          | 94              | рішення Тернопільського облвиконкому від 05.12.1986 р. № 343         |
| 58  | Житловий будинок (мур.)                            | ХІХ ст.          | м. Бережани пл. Ринок, 7                          | 95              | рішення Тернопільського облвиконкому від 05.12.1986 р. № 343         |
| 59  | Житловий будинок (мур.)                            | ХІХ ст.          | м. Бережани пл. Ринок, 8                          | 96              | рішення Тернопільського облвиконкому від 05.12.1986 р. № 343         |
| 60  | Житловий будинок (мур.) (готель)                   | XVIII-ХІХ ст.    | м. Бережани пл. Ринок, 9                          | 97              | рішення Тернопільського облвиконкому від 05.12.1986 р. № 343         |
| 61  | Ратуша (мур.)                                      | 1811 р.          | м. Бережани пл. Ринок, 1                          | 638             | постанова Ради Міністрів УРСР від 24.08.1963 р. № 970                |
| 62  | Троїцький собор (мур.)                             | 1768 р.          | м. Бережани пл. Ринок, 12                         | 639             | постанова Ради Міністрів УРСР від 24.08.1963 р. № 970                |
| 63  | Житловий будинок (мур.)                            | середина ХІХ ст. | м. Бережани пл. Ринок, 3 (пл. 60-річчя Жовтня, 3) | 91              | рішення Тернопільського облвиконкому від 05.12.1986 р. № 343         |
| 64  | Церква Різдва Пречистої Богородиці (мур.)          | 1902 р.          | с. Баранівка                                      | 353             | рішення Тернопільського облвиконкому від 31.03.1992 р. № 30          |
| 65  | Церква св. Гліба і Бориса (дер.)                   | 1928 р.          | с. Біще                                           | 349             | рішення Тернопільського облвиконкому від 31.03.1992 р. № 30          |
| 66. | Костел Успіння Діви Марії (мур.)                   | 1644-1653 рр.    | с. Біще                                           | 1555            | постанова Ради Міністрів УРСР від 06.09.1979 р. № 442                |
| 67. | Церква св. Іоанна Богослова (мур.)                 | 1873 р.          | с. Жуків                                          | 351             | рішення Тернопільського облвиконкому від 31.03.1992 р. № 30          |
| 68. | Церква Введення в храм Пречистої Діви Марії (мур.) | 1937 р.          | с. Куропатники                                    | 352             | рішення Тернопільського облвиконкому від 31.03.1992 р. № 30          |
| 69. | Церква Різдва Пречистої Богородиці (мур.)          | 1905 р.          | с. Лісники                                        | 347             | рішення Тернопільського облвиконкому від 31.03.1992 р. № 30          |
| 70. | Церква св. Михаїла (мур.)                          | 1926 р.          | с. Посухів                                        | 362             | рішення Тернопільського облвиконкому від 31.03.1992 р. № 30          |
| 71. | Церква св. Миколая (мур.)                          | 1903 р.          | с. Потутори                                       | 361             | рішення Тернопільського ОВК від 31.03.1992 р. № 30                   |
| 72. | Парк                                               | 18-19 ст.        | с. Рай, вул. Раївська                             | 1820            | розпорядження Представника Президента України від 22.02.1993 р. № 58 |
| 73. | Церква Святої Покрови (мур.)                       | 1885 р.          | с. Рай, вул. Раївська                             | 348             | рішення Тернопільського ОВК від 31.03.1992 р. № 30                   |
| 74. | Мисливський палац з ландшафтним парком (мур.)      | 1760-1770 рр.    | с. Рай, вул. Райська                              | 644             | постанова Ради Міністрів УРСР від 24.08.1963 р. № 970                |
| 75. | Церква св. Петра і Павла(мур.)                     | початок ХХ ст.   | с. Урмань                                         | 1822            | розпорядження Представника Президента України від 22.02.1993 р. № 58 |
| 74. | Школа(мур.)                                        | початок ХХ ст.   | с. Урмань                                         | 1823            | розпорядження Представника Президента України від 22.02.1993 р. № 58 |
| 75. | Церква Петра і Павла (дер.)                        | 1688 р.          | с. Урмань                                         | 1560/1          | постанова Ради Міністрів УРСР від 06.09.1979 р. № 442                |
| 76. | Дзвіниця церкви Петра і Павла (дер.)               | 1688 р.          | с. Урмань                                         | 1560/2          | постанова Ради Міністрів УРСР від 06.09.1979 р. № 442                |
| 77. | Церква Воскресіння Господнього(мур.)               | 1875 р.          | с. Шибалин                                        | 374             | рішення Тернопільського ОВК від 31.03.1992 р. № 30                   |

## Пам'ятки історії
| №  | Назва | Дата                        | Адреса | Охоронний номер      | Документ про взяття на облік |
| -- | --- | --------------------------- | --- | -------------------- | --- |
| 1  | Будинок, у якому жив письменник Чайковський Андрій та бував письменник Франко Іван Якович                                                             | 2 пол. ХІХ ст.              | м. Бережани, вул. Валова, 11                                                                                         | 40, мем. дошка - 879 | Рішення виконкому Тернопільської обласної ради від 22.03.1971 р. № 147 Меморіальна дошка – Тернопільського облвиконкому від 25.01.1982 р. № 34                       |
| 2  | Пам’ятний знак “50-річчя депортації українців” | 27.10.1996 р.               | м. Бережани, вул. І. Франка                                                                                          | 1275                 | Наказ управління культури Тернопільської обласної державної адміністрації від 18.10.2005 р. № 112                                                                    |
| 3  | Братська могила Українських Січових Стрільців | 1914-1915 рр.               | м. Бережани, вул. Лепких, кладовище                                                                                  | 3262                 | Наказ управління культури Тернопільської обласної державної адміністрації від 26.06.2012 р. № 97                                                                     |
| 4  | Меморіал борцям за волю України (ОУН-УПА) | 14.10.1997 р.               | м. Бережани, вул. Лепких, кладовище                                                                                  | 3332                 | Наказ управління культури Тернопільської обласної державної адміністрації від 12.10.2017 р. № 124-од                                                                 |
| 5  | Могила Осипа Ковшевича (1852-1919) - полковника УГА, лікаря, коменданта ЗУНРу у Бережанському повіті в 1918-1919 рр.                                  | 1919 р.                     | м. Бережани, вул. Лепких, кладовище                                                                                  | 3258                 | Наказ управління культури Тернопільської обласної державної адміністрації від 26.06.2012 р. № 97                                                                     |
| 6  | Могила Тимотея Старуха (1860-1923) - посла до австрійського парламенту і галицького сейму                                                             | 1924 р.                     | м. Бережани, вул. Лепких, кладовище                                                                                  | 3259                 | Наказ управління культури Тернопільської обласної державної адміністрації від 26.06.2012 р. № 97                                                                     |
| 7  | Могила підполковника Тонкіна П. Ф. | 1944 р.                     | м. Бережани, вул. Лепких, кладовище                                                                                  | 1040                 | Рішення виконкому Тернопільської обласної ради від 29.01.1988 р. № 32                                                                                                |
| 8  | Братські могили воїнів Радянської армії (3), могили воїнів Радянської армії (7)                                                                       | 1957 р.                     | м. Бережани, вул. Лепких, кладовище                                                                                  | 38                   | Рішення виконкому Тернопільської обласної ради від 22.03.1971 р. № 147                                                                                               |
| 9  | Братська могила воїнів Української Повстанської Армії сотні Юхновича Івана „Кока” (24 чол.)                                                           | 1945 р.                     | м. Бережани, вул. Лепких, кладовище, біля ділянки могил австрійських воїнів                                          | 1281                 | Наказ управління культури Тернопільської обласної державної адміністрації від 18.10.2005 р. № 112                                                                    |
| 10 | Братська могила воїнів Радянської армії, пам’ятний знак воїнам-землякам, які загинули в роки Другої світової війни                                    | 1947 р.                     | м. Бережани, вул. Лепких, кладовище, західна частина                                                                 | 37                   | Рішення виконкому Тернопільської обласної ради від 22.03.1971 р. № 147                                                                                               |
| 11 | Могила льотчика Радянської армії Браїлка О. С. | 1965 р.                     | м. Бережани, вул. Лепких, кладовище+E70                                                                              | 954                  | Рішення виконкому Тернопільської обласної ради від 26.08.1986 р. № 250                                                                                               |
| 12 | Ділянка могил австрійських воїнів, які загинули в Першій Світовій війні                                                                               | 1914-1916 рр.               | м. Бережани, вул. Лепких, південна частина кладовища                                                                 | 1280                 | Наказ управління культури Тернопільської обласної державної адміністрації від 18.10.2005 р. № 112                                                                    |
| 13 | Будинок, у якому проживала родина Старухів (батько – національно-демократичний посол до австрійського парламенту, діти – учасники визвольних змагань) | ХІХ-ХХ ст.                  | м. Бережани, вул. Хмельницького, 22                                                                                  | 1276                 | Наказ управління культури Тернопільської обласної державної адміністрації від 18.10.2005 р. № 112                                                                    |
| 14 | Могила учасника польського повстання 1863 р. Якуба Шиманського                                                                                        | 1914 р., 1987 р.            | м. Бережани, кладовище                                                                                               | 1168                 | Рішення виконкому Тернопільської обласної ради від 25.10.1988 р. № 243                                                                                               |
| 15 | Братська могила жертв комуністичного тоталітарного режиму, закатованих у Бережанській тюрмі                                                           |                             | м. Бережани, паркова зона                                                                                            | 1277                 | Наказ управління культури Тернопільської обласної державної адміністрації від 18.10.2005 р. № 112                                                                    |
| 16 | Пам’ятний знак воїнам-землякам, які загинули в роки Другої світової війни                                                                             | 1978 р.                     | м. Бережани, пл. Ринок                                                                                               | 848                  | Рішення виконкому Тернопільської обласної ради від 25.01.1982 р. № 34                                                                                                |
| 17 | Будинок колишньої гімназії, в якій вчився Маркіян Шашкевич, вчився і вчив Богдан Лепкий                                                               | Мем. дошки – 1987 р.        | м. Бережани, пл. Ринок, 1                                                                                            | 1160                 | Рішення виконкому Тернопільської обласної ради від 25.10.1988 р. № 243                                                                                               |
| 18 | Пам’ятне місце страти воїна Української Повстанської Армії Білоуса Г. П.                                                                              | 1999 р.                     | м. Бережани, пл. Ринок, 1                                                                                            | 1279                 | Наказ управління культури Тернопільської обласної державної адміністрації від 18.10.2005 р. № 112                                                                    |
| 19 | Могила лейтенанта Сосенка П. | 1944 р.                     | м. Бережани,, вул. Лепких, кладовище                                                                                 | 953                  | Рішення виконкому Тернопільської обласної ради від 26.08.1986 р. № 250                                                                                               |
| 20 | Ділянка могил воїнів Української Повстанської Армії (7 чол.)                                                                                          | 1944 р.                     | с. Біще, кладовище                                                                                                   | 3086                 | Наказ управління культури Тернопільської обласної державної адміністрації від 27.01.2010 р. № 16                                                                     |
| 21 | Пам’ятний знак (стела) односельчанам, жертвам тоталітарного режиму                                                                                    |                             | с. Біще, кладовище                                                                                                   | 3089                 | Наказ управління культури Тернопільської обласної державної адміністрації від 27.01.2010 р. № 16                                                                     |
| 22 | Пам’ятний знак (хрест) на честь проголошення незалежності України                                                                                     | 1992 р.                     | с. Біще, на роздоріжжі між с. Біще і с. Поручин                                                                      | 3087                 | Наказ управління культури Тернопільської обласної державної адміністрації від 27.01.2010 р. № 16                                                                     |
| 23 | Пам’ятний знак “За тверезість” | 1824 р.                     | с. Біще, при виїзді з села з лівого боку біля дороги на с. Рекшин                                                    | 3088                 | Наказ управління культури Тернопільської обласної державної адміністрації від 27.01.2010 р. № 16                                                                     |
| 24 | Могила невідомого Українського Січового Стрільця |                             | с. Гиновичі, центр, біля церкви                                                                                      | 3098                 | Наказ управління культури Тернопільської обласної державної адміністрації від 27.01.2010 р. № 16                                                                     |
| 25 | Будинок, у якому проживала сім’я Лепких (Сильвестр Лепкий, Богдан Лепкий)                                                                             | меморіальна дошка – 1991 р. | с. Жуків, вул. Лепкого, біля дитячого садочку                                                                        | 3101                 | Наказ управління культури Тернопільської обласної державної адміністрації від 27.01.2010 р. № 16                                                                     |
| 26 | Могила і пам'ятник Подуфалому В. - фольклористу, композитору, упоряднику і видавцю стрілецьких і повстанських пісень                                  | Пам'ятник – жовтень 2005 р. | с. Жуків, кладовище, східна частина села                                                                             | 3102                 | Наказ управління культури Тернопільської обласної державної адміністрації від 27.01.2010 р. № 16                                                                     |
| 27 | Могила письменника Сильвестра Лепкого (о. Марко Мурава)                                                                                               | 1906 р                      | с. Жуків, східна околиця села, стара частина кладовища, біля туй, на підвищенні                                      | 1290                 | Розпорядження Представника Президента України в Тернопільській області від 25.06.1992 р. № 148                                                                       |
| 28 | Пам'ятний знак (стела) на честь щасливого спасіння польського королевича Якуба та з нагоди дарування землі Василіанському монастирю в с. Краснопуща   | 1735 р.                     | с. Краснопуща, південні околиці села, за 400 м від млина в с. Краснопуща, N 49° 36.052' E 24° 56.487'                | 4399-Тр (3104)       | Наказ управління культури Тернопільської обласної державної адміністрації від 27.01.2010 р. № 16, Наказ Міністерства культури України від 28.11.2013 р. № 1224       |
| 29 | Пам'ятний знак - хрест на честь 950 річчя Хрещення Русі                                                                                               | 1938                        | с. Куропатники | 3247                 | Наказ управління культури Тернопільської обласної державної адміністрації від 15.03.2018 р. № 35-од                                                                  |
| 30 | Військове кладовище Українських Січових Стрільців та воїнів австро-угорської армії                                                                    | 1917 р., 1930-ті рр.        | с. Лісники |                      | Наказ управління культури Тернопільської обласної державної адміністрації від 07.03.2018 р. № 28-од                                                                  |
| 31 | Пам'ятний знак (хрест) на честь скасування панщини | 1899 р.                     | с. Надрічне, перехрестя доріг на с. Урмань, перед мостом через р. Золота Липа, ліворуч, поблизу господарських дворів | 4413-Тр (1292)       | Розпорядження Представника Президента України в Тернопільській області від 25.06.1992 р. № 148, Наказ Міністерства культури України від 28.01.2014 р. № 42           |
| 32 | Пам’ятний знак (хрест) на честь скасування панщини | 1848 р.                     | с. Підлісне, в центрі на роздоріжжі (дорога на кладовище)                                                            | 4409-Тр (1295)       | Розпорядження Представника Президента України в Тернопільській області від 25.06.1992 р. № 148, Наказ Міністерства культури України від 28.01.2014 р. № 42           |
| 33 | Братська могила воїнів Української Повстанської Армії (4 чол.)                                                                                        |                             | с. Поручин, кладовище                                                                                                | 3109                 | Наказ управління культури Тернопільської обласної державної адміністрації від 27.01.2010 р. № 16                                                                     |
| 34 | Ділянка могил австрійських воїнів на кладовищі (в радянські часи перезахоронені з господарських дворів на кладовище)                                  |                             | с. Поручин, кладовище, північно-західний кут                                                                         | 3108                 | Наказ управління культури Тернопільської обласної державної адміністрації від 27.01.2010 р. № 16                                                                     |
| 35 | Пам’ятний знак (хрест) на честь скасування панщини | 1848 р.                     | с. Посухів, біля сільради і кладовища Українських січових Стрільців                                                  | 3110                 | Наказ управління культури Тернопільської обласної державної адміністрації від 27.01.2010 р. № 16                                                                     |
| 36 | Кладовище Українських Січових Стрільців | відновлене-1991 р.          | с. Посухів, роздоріжжя вул. Бережанська та Стефаника, напроти сільської ради                                         | 1296-Тр              | Розпорядження Представника Президента України в Тернопільській області від 25.06.1992 р. № 148, Наказ Міністерства культури України від 05.07.2011 р. № 511/0/16/-11 |
| 37 | Пам’ятний знак воїнам-землякам, які загинули в роки Другої світової війни                                                                             | 1981 р.                     | с. Потутори, біля дитячого садка                                                                                     | 880                  | Рішення виконкому Тернопільської обласної ради від 25.01.1982 р. № 34                                                                                                |
| 38 | Пам'ятний знак (хрест з барельєфом) «Дерева, посаджені в пам’ять про скасування панщини»                                                              |                             | с. Потутори, вул. Старухів, біля сільради                                                                            | 3113                 | Наказ управління культури Тернопільської обласної державної адміністрації від 27.01.2010 р. № 16                                                                     |
| 39 | Пам'ятне місце бою Українських Січових Стрільців серпень-вересень 1916 року                                                                           | 4.09.1994 р.                | с. Потутори, гора Лисоня                                                                                             | 3112                 | Наказ управління культури Тернопільської обласної державної адміністрації від 27.01.2010 р. № 16                                                                     |
| 40 | Кладовище австро-угорських воїнів | 1914-1918 рр.               | с. Потутори, північно-західний схил гори Лисоня, біля яру                                                            | 1274                 | Наказ управління культури Тернопільської обласної державної адміністрації від 18.10.2005 р. № 112                                                                    |
| 41 | Пам’ятний знак (хрест) на честь скасування панщини | 1912 р.                     | с. Урмань, біля господарських дворів (тракторної бригади)                                                            | 4418-Тр (3118)       | Наказ управління культури Тернопільської обласної державної адміністрації від 27.01.2010 р. № 16, Наказ Міністерства культури України від 28.01.2014 р. № 42         |
| 42 | Пам’ятний знак (хрест) на честь скасування панщини | 1848 р.                     | с. Шибалин, біля церкви                                                                                              | 3120                 | Наказ управління культури Тернопільської обласної державної адміністрації від 27.01.2010 р. № 16                                                                     |
| 43 | Пам’ятний знак воїнам-землякам, які загинули в роки Другої світової війни                                                                             | 1980 р.                     | с. Шибалин, центр | 833                  | Рішення виконкому Тернопільської обласної ради від 25.01.1982 р. № 34                                                                                                |
| 44 | Пам’ятний знак Дидик Г.Т. - зв’язковій Української Повстанської Армії                                                                                 | 24 серпня 2007 р.           | с. Шибалин, центр, біля пошти                                                                                        | 3119                 | Наказ управління культури Тернопільської обласної державної адміністрації від 27.01.2010 р. № 16                                                                     |
| 45 | Могила воїна Радянської армії Коваля М. С. | 1944 р.                     | с. Ясне, поле, західна околиця села, правий берег струмка                                                            | 3121                 | Наказ управління культури Тернопільської обласної державної адміністрації від 27.01.2010 р. № 16                                                                     |

## Пам'ятки монументального мистецтва
| №  | Назва                                                                                  | Дата                                            | Адреса                                                    | Охоронний номер | Документ про взяття на облік                                                                      |
| -- | -------------------------------------------------------------------------------------- | ----------------------------------------------- | --------------------------------------------------------- | --------------- | ------------------------------------------------------------------------------------------------- |
| 1  | Пам’ятник письменнику, громадському діячу Чайковському Андрію Яковичу                  | 1996 р.                                         | м. Бережани, вул. Валова, 11                              | 1710            | Розпорядження Голови Тернопільської обласної державної адміністрації від 26.05.1997 р. № 209      |
| 2  | Скульптура Божої Матері                                                                | Скульптура – ХІХ ст., підмурівок – більш ранній | м. Бережани, вул. Вірменська (подвір'я церкви Св. Трійці) | 2991            | Наказ управління культури Тернопільської обласної державної адміністрації від 27.01.2010 р. № 16  |
| 3  | Пам'ятник провіднику Організації Українських Націоналістів Бандері Степану Андрійовичу | 14.10. 2005 року                                | м. Бережани, вул. С. Бандери, 8                           | 2992            | Наказ управління культури Тернопільської обласної державної адміністрації від 27.01.2010 р. № 16  |
| 4  | Пам’ятник поету, письменнику, художнику Шевченку Тарасу Григоровичу                    | 1992 р.                                         | м. Бережани, площа Ринок, 1                               | 1709            | Розпорядження Голови Тернопільської обласної державної адміністрації від 26.05.1997 р. № 209      |
| 5  | Пам’ятник письменнику Лепкому Богдану Сильвестровичу                                   | 1997 р.                                         | м. Бережани, площа Ринок, за ратушею                      | 1278            | Наказ управління культури Тернопільської облдержадміністрації № 112 від 18.10.2005 р.             |
| 6  | Пам’ятник поету, письменнику, художнику Шевченку Тарасу Григоровичу                    | 1999р.                                          | с. Гиновичі, біля школи                                   | 1289            | Наказ управління культури Тернопільської обласної державної адміністрації від 18.10.2005 р. № 112 |
| 7  | Пам’ятник поету, письменнику, художнику Шевченку Тарасу Григоровичу                    | 1914 р., рек. 1964 р.                           | с. Жуків, біля автобусної зупинки                         | 61              | Рішення виконкому Тернопільської обласної ради від 22.03.1971 р. № 147                            |
| 8  | Пам’ятник письменнику Лепкому Богдану Сильвестровичу                                   | 1991                                            | с. Жуків, біля школи                                      | 1708            | Розпорядження Представника Президента України в Тернопільській області від 25.06.1992 р. № 148    |
| 9  | Пам’ятник поету, письменнику, художнику Шевченку Тарасу Григоровичу                    | 1991 р.                                         | с. Куропатники                                            | 1291            | Наказ управління культури Тернопільської обласної державної адміністрації від 18.10.2005 р. № 112 |
| 10 | Пам’ятник діячу Організації Українських Націоналістів Мирону Дмитру „Максим Орлик”     |                                                 | с. Рай, біля школи                                        | 1297            | Наказ управління культури Тернопільської обласної державної адміністрації від 18.10.2005 р. № 112 |